# 圣奥梅尔昂绍塞
圣奥梅尔昂绍塞（法語：Saint-Omer-en-Chaussée，法語發音：[sɛ̃.t‿ɔmɛʁ ɑ̃ ʃose]）是法国瓦兹省的一个市镇，属于博韦区。

## 地理
圣奥梅尔昂绍塞（49°31'55"N, 2°0'8"E）面积10.33 平方千米，位于法国上法蘭西大區瓦兹省，该省份为法国北部内陆省份，北起索姆省，西接厄尔省和滨海塞纳省，南至塞纳-马恩省和瓦兹河谷省，东临埃纳省。
与圣奥梅尔昂绍塞接壤的市镇（或旧市镇、城区）包括：阿希、泰兰河畔米伊、拉讷维尔叙乌德伊、乌德伊、维莱叙博尼耶尔。

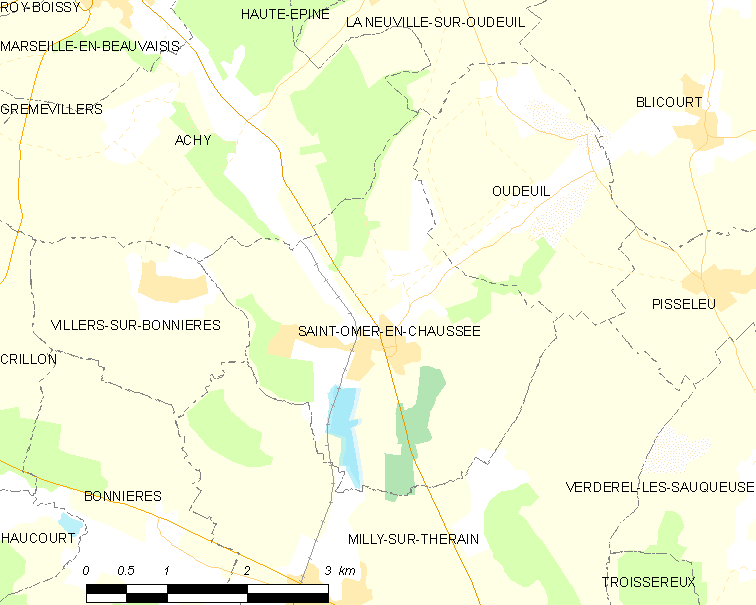
圣奥梅尔昂绍塞的OSM定位图

圣奥梅尔昂绍塞的时区为UTC+01:00、UTC+02:00（夏令时）。

## 行政
圣奥梅尔昂绍塞的邮政编码为60860，INSEE市镇编码为60590。

## 政治
圣奥梅尔昂绍塞所属的省级选区为格朗维利耶县。

## 人口

1962-2008年间圣奥梅尔昂绍塞人口变化图示

圣奥梅尔昂绍塞于2022年1月1日时的人口数量为1205人。